# تروده هستربرگ
تروده هستربرگ (آلمانی: Trude Hesterberg؛ ‏ ۲ مهٔ ۱۸۹۲ – ۳۱ اوت ۱۹۶۷) هنرپیشه اهل آلمان بود.
از فیلم‌ها یا برنامه‌های تلویزیونی که وی در آن نقش داشته‌است، می‌توان به مهرگیاه و قلبم تو را می‌خواند اشاره کرد.
وی همچنین برندهٔ جوایزی همچون جایزه فیلم آلمان شده‌است.